# 休·爱德华兹
休·爱德华兹（英語：Hugh Edwards，1906年11月17日—1972年12月21日），英国男子赛艇运动员。他曾代表英国参加1932年夏季奥林匹克运动会赛艇比赛，获得男子双人单桨无舵手和男子四人单桨无舵手金牌。